# USS Mackerel (SST-1)
USS Mackerel (SST-1) – amerykański okręt podwodny, okręt prototypowy szkolno-treningowego typu T-1. USS "Mackerel" (SST-1) był najmniejszym okrętem podwodnym kiedykolwiek pełniącym czynną służbę w United States Navy. Okręt planowany był początkowo jako jednostka doświadczalna z numerem kadłuba AGSS-570. Jego przeznaczenie zostało jednak zmienione, w związku z czym zmianie uległa także desygnacja jednostki nas SST-1. Okręt został przyjęty w skład floty 9 października 1953 jako USS T-1, bez oficjalnego jednak przyjęcia do służby operacyjnej. 15 lipca 1956 roku nazwa jednostki została zmieniona na USS "Mackerel" (SST-1). 31 stycznia 1973 roku, wraz z bliźniaczym USS "Marlin" (SST-2), okręt został wycofany ze służby.